# Jane Darwell
Jane Darwell (Palmyra, 15 de outubro de 1879 – Los Angeles, 13 de agosto de 1967) foi uma atriz de cinema e teatro estadunidense. Com aparições em mais de 100 filmes, é mais lembrada pelo papel de Ma Joad em As Vinhas da Ira pelo qual recebeu o Oscar de melhor atriz (coadjuvante/secundária) em 1940, e pelo papel de "Mulher dos pássaros" em Mary Poppins.

## Infância
Nascida Patti Woodard, filha de William Robert Woodard, presidente de uma estrada de ferro, e Ellen Booth em Palmyra, Missouri, queria ser artista de circo e, mais tarde, uma cantora de ópera. Seu pai se opôs, no entanto. Decidida a se tornar atriz, trocou seu nome para Darwell, para não "manchar" o nome de sua família.

## Carreira
Ela estudou canto e piano e cursou artes dramáticas. Em certo ponto, decidiu entrar para um convento, mas mudou de ideia e se tornou atriz. Darwell começou sua carreira em produções teatrais em Chicago e fez sua primeira aparição no cinema em 1913. Ela apareceu em quase vinte filmes durante os dois anos seguintes antes de retornar ao palco. Após uma ausência de 15 anos do cinema, ela retomou sua carreira nas telas no ano de 1930, com um papel em Tom Sawyer. Esse filme deu início a sua carreira em Hollywood. Baixa, corpulenta e de rosto liso, ela foi rapidamente escalada em uma sucessão de filmes, geralmente como mãe de um dos personagens principais. Ela foi prevalente em filmes de Shirley Temple. Apareceu em cinco filmes com Shirley, geralmente como a empregada ou a avó.
Jane Darwell teve o talento dramático reconhecido quando ganhou o Oscar de melhor atriz (coadjuvante/secundária) pela interpretação de "Ma Joad" em As Vinhas da Ira (1940), um papel que lhe foi dado pela insistência da estrela do filme, Henry Fonda. Com um contrato com a 20th Century Fox, Darwell participou do memorável elenco de The Ox-Bow Incident e, ocasionalmente, estrelava em Filmes "B".
Darwell teve aparições notáveis no teatro. Em 1944, ela ficou popular no espetáculo cômico Suds in Your Eye, no qual interpretou uma irlandesa herdeira de um ferro-velho.
Até o fim de sua carreira, apareceu em mais de 170 filmes, incluindo Huckleberry Finn (1931), Roman Scandals (1933), Once to Every Woman (1934), Little Miss Broadway (1938), Jesse James, The Rains Came, Gone with the Wind (todos de 1939), Untamed  (1940), The Ox-Bow Incident (1943), My Darling Clementine (1946), 3 Godfathers (1948) e Caged (1950). Seu último papel foi como a "Mulher dos pássaros" em Mary Poppins, uma indicação pessoal do próprio Walt Disney.
Darwell tem uma estrela na Calçada da Fama de Hollywood, no 6735 Hollywood Boulevard.

## Morte
Morreu em 13 de agosto de 1967, em Woodland Hills, bairro de Los Angeles, aos 87 anos, vítima de ataque cardíaco. Ela foi enterrada em Glendale no Forest Lawn Memorial Park.